# Pedilia sirena
Pedilia sirena là một loài bọ cánh cứng trong họ Chrysomelidae. Loài này được Duckett miêu tả khoa học năm 2003.